# Tmesisternus bioculatus
Tmesisternus bioculatus là một loài bọ cánh cứng trong họ Cerambycidae.